# Roy Gardner
Roy Gardner (* 5. Januar 1884 in Trenton, Missouri; † 10. Januar 1940 in San Francisco, Kalifornien) war ein US-amerikanischer Eisenbahn- und Juwelenräuber und Ausbruchskünstler.
Im Verlauf seiner kriminellen Karriere erbeutete Gardner Devisen und Wertpapiere im Wert von über 1 Million Dollar. Seine delinquenten Husarenstreiche brachten ihm verschiedene Spitznamen wie "The Smiling Bandit", "The Mail Train Bandit" oder "King of the Escape Artists", sowie eine auf seinen Kopf ausgesetzte Belohnung in Höhe von mehr als 5000 $ ein.

## Ausbruchskünstler
Gardners Findigkeit und vollendete Meisterschaft als Ausbrecher aus Gefangenentransporten und Strafvollzugsanstalten ist als ein Stück moderner Folklore in die amerikanische Geschichte eingegangen. Die Bezeichnung seiner Virtuosität als Ausbrecher mit dem Wort escapology, einem Attribut das im englischen Sprachraum vor allem auf Entfesselungskünstler wie Harry Houdini angewandt wird, nur selten hingegen auf Gefängnisflüchtige, weist auf die geradezu wissenschaftliche Perfektion (-ology als englische Entsprechung der deutsch-griechischen Silbe -ologie zur Beschreibung von Wissenschaftswörtern) seines Könnens in diesem Bereich hin.

## Erscheinung
Gardner war knapp 1,82 m groß, besaß einen kräftigen, stämmigen, aber sportlichen Körperbau, durchdringende blaue Augen und schwarze Haare, entsprach also in vielerlei Hinsicht dem Klischee des schneidigen Gangsters der Zugräuberperiode und der Prohibitionsjahre.

## Biografie

### Frühe Jahre
Gardner wurde 1884 auf einer Farm in Trenton (Missouri) geboren und verbrachte seine Jugend ab dem achten Lebensjahr in Colorado Springs, wo sein Vater ein örtliches Elektrizitätswerk leitete. Sein frühes Erwachsenenleben verbrachte Gardner als vagabundierender Abenteurer im Südwesten der Staaten, wo er sich unter anderem als Bergmann und Hufschmied seinen Lebensunterhalt verdiente. Gardner schloss sich eine Zeit lang der amerikanischen Armee als Rekrut beim 22. Infanterieregiment in Fort Worth, Texas, an. Von 1903 bis 1905 war er auf den Philippinen stationiert. 1906 desertierte Gardner und setzte sich zunächst nach Nogales in Mexiko ab.
Während der Mexikanischen Revolution betätigte er sich als Waffen- und Munitionsschmuggler zugunsten der revolutionären Carranza-Truppen. Nach seiner Ergreifung durch die Armee des Diktators Huerta wurde er zum Tode verurteilt, konnte jedoch am 20. März 1909 seinen Henker auf dem Weg zur Hinrichtung überwältigen und aus dem Gefängnis von Mexikostadt entkommen. Nach seiner Rückkehr in die Staaten verdingte er sich zunächst als Preisboxer, eine Profession, in der im Sommer 1910 immerhin bis zum Sparringpartner des Schwergewichtschampions J. J. Jeffries im Trainingslager von Ben Lemond in Reno aufstieg.
Nachdem Gardner seinen Verdienst aus seiner Zeit als Boxer beim Glücksspiel durchgebracht hatte, überfiel er im Sommer 1910 den Gilindemann Jewelry Store, ein Juweliergeschäft in San Francisco, wurde jedoch ergriffen und zur Verbüßung seiner Haftstrafe ins Staatsgefängnis San Quentin geschickt. Nachdem er 1912 einem Wärter während eines Häftlingsaufstands das Leben gerettet hatte, wurde er vom Gouverneur begnadigt und vorzeitig entlassen. Er arbeitete als Schweißer bei Linde Air Products Company in San Francisco. Im Juni 1913 heiratete Gardner die Kellnerin Dolly Nelson. Aus der Ehe ging eine Tochter hervor, die am 23. September 1917 geboren wurde.
Während des Ersten Weltkrieges betätigte er sich als Acetylenschweißer im Marinelager Mare Island für die Schwa-Batcher Company. Am Waffenstillstandstag 1918 verließ er Schwa-Batcher und eröffnete seine eigene Firma.

### Der meistgesuchte Kriminelle der Vereinigten Staaten
Gardners eigenen Angaben zufolge wandte er sich der Zugräuberei zu, nachdem er seiner in finanzielle Not geratenen Schwester einen Brief mit 200 $ schickte: da nur der Brief, nicht jedoch die Banknote bei ihr eingetroffen sei und er all sein restliches Geld verspielt hatte, habe er es als sein Recht empfunden, sich an der Bahngesellschaft zu rächen.
Als Tatsache bleibt bestehen, ungeachtet der Zweifelhaftigkeit dieser apologetischen Anekdote, dass Gardner in der Nacht des 16. Aprils 1920 außerhalb von San Diego einen Postzug der U.S. Mail überfiel und dabei 80.000 $ in Devisen und Wertpapieren erbeutete. Drei Tage später wurde er beim Vergraben seiner Beute gestellt und verhaftet. Gardner wurde wegen bewaffneten Überfalls zu einer fünfundzwanzigjährigen Haftstrafe in McNeil's Island in Washington verurteilt, schwor derweil noch im Gerichtssaal, dass er seine Strafe niemals absitzen würde. Am 5. Juni 1920, während er in Begleitung der U.S. Marshals Cavanaugh und Haig im Zug auf dem Weg ins Gefängnis war, gelang es ihm in der Nähe von Portland, die Waffe eines der beiden Gesetzeshüter an sich zu bringen, die beiden Männer zu entwaffnen, gefangen zu nehmen, mit ihren eigenen Handschellen im Abteil festzuketten und vom Zug abzuspringen. In Rainier, Washington stahl er ein Motorboot und konnte sich über Astoria und Bellingham mit dem Zug nach Kanada abzusetzen. In Saskatchewan bekam er unter falschem Namen eine Anstellung als Schweißer. Er begann als fahrender Händler in die USA einzureisen.
1921 kehrte er heimlich in die Staaten zurück und überfiel als Einzeltäter Banken und Postzüge überall im Land und ging schließlich zurück nach Kalifornien. Dabei erbeutete er beim Überfall auf den Postzug aus Sacramento am 19. Mai 1921 die stattliche Summe von 187.000 $. Nach einem Überfall auf einen weiteren Postzug am 20. Mai konnte er zwar abermals entkommen, wurde jedoch eindeutig identifiziert und zur Fahndung ausgeschrieben. Wenige Tage später wurde er im Porter House Hotel in Roseville verhaftet, wo er unter dem Namen Neal Gaynor lebte. Der Betreiber des Peerless Cafe, in dem Gardner gelegentlich aß, hatte sein Gesicht auf einem Steckbrief erkannt. Gardner wurde erneut zu einer fünfundzwanzigjährigen Strafe verurteilt und wiederum mit dem Zug nach McNeil Island geschickt. Wiederum gelang es Gardner eine Waffe an sich zu bringen, seine Bewacher – die Marshals Mulhall und Rinkell – zu überwältigen, gefangen zu nehmen, an ihre Sitze zu ketten und den Zug bei Castle Rock zu verlassen.
Nachdem die Behörden die größtangelegte Fahndung in der Geschichte der amerikanischen Westküste in die Wege geleitet hatten, wurde Gardner – der sein Gesicht durch Bandagen unkenntlich zu machen versucht hatte – im Olympic Club Hotel in Centralia, Washington, identifiziert und wiederum gestellt. Am 18. Juni konnte seine Festnahme verlautbart werden. Nach der erneuten Verurteilung zu einer fünfundzwanzigjährigen Haftstrafe in McNeil Island gelang es schließlich, ihn im dritten Anlauf nach McNeil Island zu verbringen.
Nach nur sechs Wochen Haft gelang es Gardner am 5. September 1921 während eines Häftlingsbaseballspiels den Zaun des Gefängnishofes zu überwinden und – während zwei andere Insassen bei diesem Unterfangen von den Turmwachen erschossen wurden – von der Insel zu fliehen. In einem Brief an eine Zeitung verhöhnte Gardner die Gefängnisleitung und den gesamten Strafvollzug und brachte so die ohnehin erbosten Behörden noch weiter gegen sich auf, als dies ohnehin schon der Fall war.
Gardner, der nun den offiziellen Status des meistgesuchten Kriminellen der Vereinigten Staaten erhielt, wurde im Herbst 1921 bei einem Zugüberfall bei Phoenix von dem Postangestellten Roy Gin überwältigt und der Polizei übergeben. Man verurteilte ihn zu einer zusätzlichen Strafe von fünfundzwanzig Jahren und verbrachte ihn ins Bundesgefängnis Leavenworth. Am 24. Januar 1925 wurde er ins Atlanta Federal Prison überführt. Dort unternahm er verschiedene Ausbruchsversuche, die jedoch allesamt scheiterten. Nachdem er 1927 drei Gefängniswärter mit Waffengewalt gefangen genommen hatte, um seine Freilassung zu erzwingen, wurde er für zwanzig Monate in Einzelhaft genommen. Nach seiner Entlassung aus der Einzelhaft sah die Gefängnisleitung sich genötigt, ihn für einige Monate in eine Nervenheilanstalt in Washington, D.C. zu verlegen. Nach seiner Beteiligung an einem Hungerstreik wurde Gardner 1930 ins Leavenworth Annex Prison und 1934 nach Alcatraz transferiert, wo er in der Matratzenfabrik arbeitete. 1938 wurde er schließlich begnadigt.

### Späte Jahre
In seinen letzten Lebensjahren legte Gardner ein autobiografisches Buch mit dem Titel „Hellcatraz“ vor, nahm an kriminologischen Vorträgen teil und spielte zusammen mit dem Postzugbegleiter Louis Sonney, einem seiner früheren Opfer, für den Film „You Can't Beat the Rap“ einen seiner Coups nach. Der geplante Film „I Stole A Million“ kam nicht mehr zustande. Am 10. Januar 1940 fand man Gardner in seinem Zimmer im Hotel Governor in San Francisco tot auf, nachdem dieser mit Zyaniddämpfen und Giftgas Selbstmord begangen hatte.
| Personendaten    | Personendaten                                                        |
| ---------------- | -------------------------------------------------------------------- |
| NAME             | Gardner, Roy                                                         |
| KURZBESCHREIBUNG | US-amerikanischer Eisenbahn- und Juwelenräuber und Ausbruchskünstler |
| GEBURTSDATUM     | 5. Januar 1884                                                       |
| GEBURTSORT       | Trenton, Missouri                                                    |
| STERBEDATUM      | 10. Januar 1940                                                      |
| STERBEORT        | San Francisco, Kalifornien                                           |